# UFC 89
UFC 89: Bisping vs. Leben foi um evento de artes marciais mistas promovido pelo Ultimate Fighting Championship, ocorrido em 18 de outubro de 2008 no National Indoor Arena em Birmingham, Inglaterra. A luta principal foi a luta entre os médios Michael Bisping e Chris Leben.

## Ligações Externas
- Página oficial